# 丹尼尔·本特利
丹尼尔·賓特利（英語：Daniel Ian Bentley，1993年7月13日—）是英格蘭的職業足球運動員，司職門將，現效力於英超球會狼隊。

## 榮譽
修安聯
- 英格蘭足球乙級聯賽附加賽得主：2014–15

## 外部連結
- 足球数据库：Daniel Bentley的球员统计数据